# Buitenwerkse maat

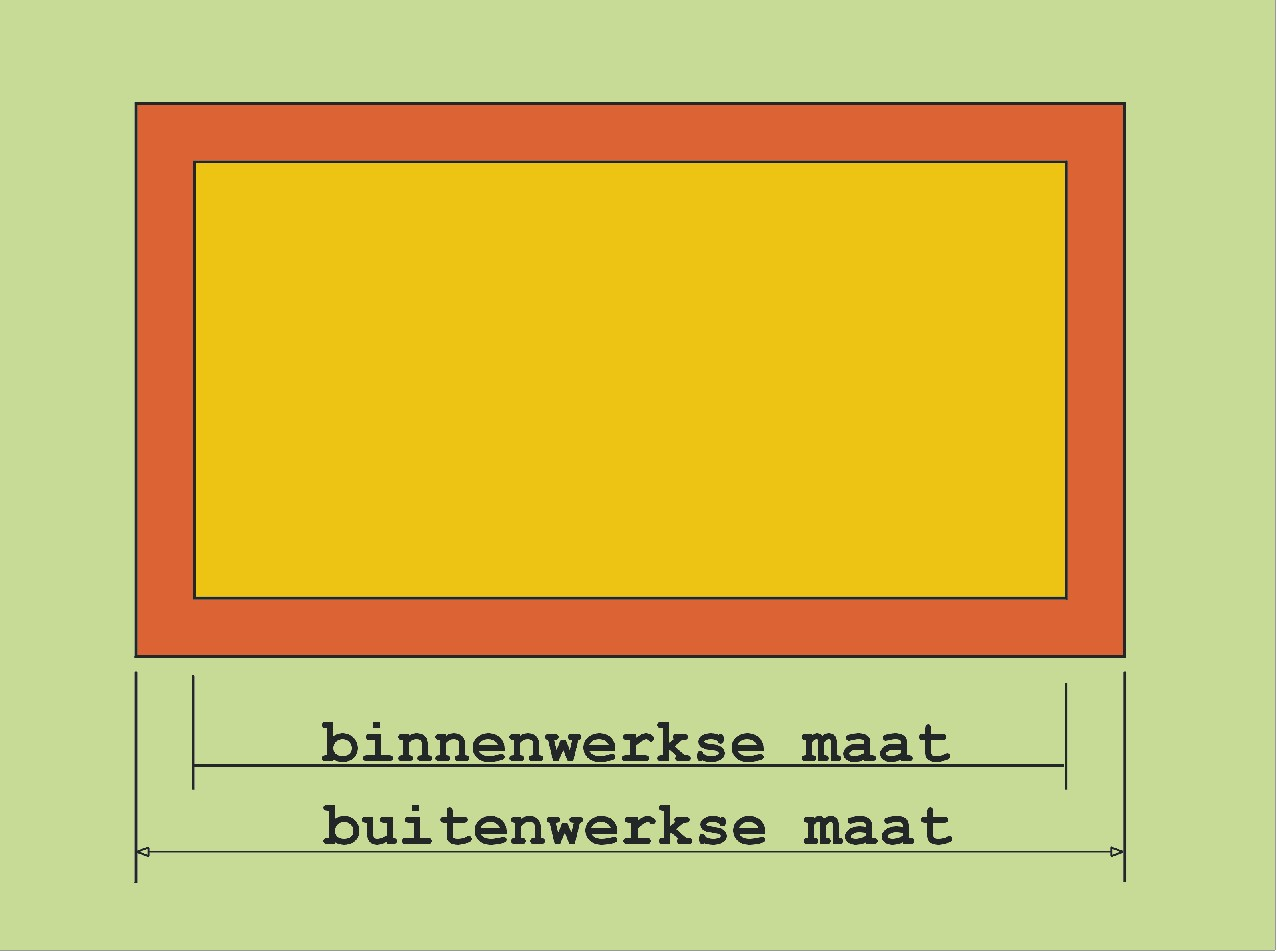
Buiten- en binnenwerks meten

Het begrip buitenwerkse maat duidt de afstand van de ene buitenzijde van een voorwerp tot de andere buitenzijde aan. Dit is inclusief de dikte van de rand of wand van het voorwerp. De maten hiervan in drie richtingen bepalen hoeveel ruimte zo'n voorwerp totaal inneemt. Dit wordt aangegeven in bijvoorbeeld kubieke meters (m³), kubieke decimeters (dm³) of liters (l). 